# 大唐三藏取經詩話
《大唐三藏取經詩話》為一話本，作者不詳，三卷十七段，為猴行者助三藏取經的故事，無豬八戒，有深沙神（疑為沙僧原型），為明代小說《西遊記》的來源之一。
此話本在中國原已失傳，近代時才在日本重新發現。

## 外部連結
- 大唐三藏取經詩話[]，中華百科全書